# Acrodactyla rufithorax
Acrodactyla rufithorax là một loài tò vò trong họ Ichneumonidae.